# Рододендрон Адамса
Рододендрон Адамса — вид квіткових рослин з роду рододендрон.
Рослина культивується в Московському ботанічному саду Академії наук з 1964 року. У бурятській мові рододендрон Адамса відомий як «сагаан далі» та використовується для приготування певного виду трав'яного чаю.

## Фітохімія
Рододендрон Адамса особливий тим, що містить каннабігероцинову кислоту та метиловий ефір каннабігероцинової кислоти, структурно споріднені каннабігеролу та каннабіхромену. 

## Розподіл
Зустрічається переважно в Східному Сибіру, Республіці Саха, Забайкаллі та Монголії. На Далекому Сході Росії можна зустріти на узбережжі Охотського моря, на півострові Шмідта в Сахаліні, а також у верхів'ях річок Селемджа і Бурея.
|  |